# 이주석 (1957년)
이주석(李周錫, 1957년 ~ )은 대한민국의 공무원, 교육자이다. 1983년 27회 행정고시에 합격하고 경상북도 기획조정실장, 경북 행정부지사, 대구경북연구원장 등을 역임했다. 경북 봉화 출신

## 약력
- 1957년 경상북도 봉화군 물야면 오전리 흰뱅이마을 출생[1]
- 1983년 12월 17일 27회 행정고시(일반행정)에 합격[2]
- 1984년 4월 행정사무관
- 대구직할시청 기획관리실 근무
- 1993년 4월 11일 내무부 지방국 재정과 관재담당[3]
- 1996년 4월 ~ 내무부 지방재정경제국 교부세과 근무
- 1996년 5월 1일 내무부 교부세과, 서기관[4][5]
- 1996년 6월 ~ 국외훈련, 호주 호주국립대
- 1998년 6월 ~ 행정자치부
- 1998년 7월 부산아시아경기대회조직위 파견근무
- 1999년 10월 22일 부패방지기획단 파견근무
- 2002년 8월 ~ 행정자치부 민방위재난통제본부 민방위재난관리국 민방위기획과 과장
- 2003년 5월 ~  행정자치부 지방재정경제국 지역경제과장
- 2004년 3월 ~ 행정자치부 지방재정국 재정조정과장
- 2005년 1월 부이사관
- 2005년 2월 ~ 세종연구소 교육파견
- 2006년 2월 1일 노근리사건처리지원단 파견[6]
- 2006년 2월 ~ 행정자치부 노근리사건처리지원단 단장
- 2007년 2월 ~ 대통령비서실 정책기획위원회 기획운영국장
- 2007년 10월 ~ 2009년 2월 경상북도청 기획조정실장[7]
- 2009년 2월 7일[8]  ~ 행정안전부 지방분권지원단 단장(부이사관)
- 2010년 9월 13일 ~ 행정자치부 지방재정세제국장
- 2011년 7월 ~ 2013년 4월 제30대 경상북도 행정부지사(고공단 가급)
- 2012년 4월 16일[9][10] ~ 제1대 재단법인 경북농민사관학교 이사장
- 2012년 8월 21일[11] ~ 새마을세계화재단 법인 당연직 이사
- 2013년 4월 24일[12] ~ 2014년 11월 안전행정부 지방재정세제실장[13]
- 2014년 11월 ~ 행정자치부 지방재정세제실 실장
- 2016.06.12 ~ 2019.06 제10대 대구경북연구원장
- 경운대학교 사회안전대학 경찰행정학과 초빙교수

## 학력
- 봉화고등학교 졸업
- 중앙대학교 행정학과 졸업, 행정학사
- 서울대학교 행정대학원 행정학 석사
- 오스트레일리아국립대학교(ANU) 대학원 행정학 석사
- 오스트레일리아국립대학교 대학원 행정학 박사과정
- 2014년 중앙대학교 대학원 행정학 박사

## 수상 경력
- 2002년 11월 녹조근정훈장

## 가족 관계
- 아버지 : ?, 2012년 사망[14][15]
  - 형제 : 이경석, 자영업
  - 형제 : 이대석, 기업인 울트라건설 차장
  - 형제 : 이오석, 영동대학교 교수, 유원대학교 와인사이언스학과, 스마트팜학과 교수, 와인식음료학과 책임교수